# 봉양초등학교 봉남분교
봉양초등학교 봉남분교는 대한민국 충청북도 제천시 봉양읍 마곡리에 있었던 공립 초등학교이다.

## 연혁
- 1945년 6월 25일 봉양국민학교 봉남분교 개교
- 1946년 11월 18일 봉남국민학교 승격
- 1985년 9월 10일 병설유치원 개원
- 1994년 3월 1일 봉양국민학교로 편입
- 1999년 9월 1일 폐교